# Сон (II, володар Пархе)
Сон (кор. 선, 宣, Seon, Sŏn); ім'я при народженні Теїнсу (кор. 대인수, 大仁秀, Dae In-su, Tae In-su; пом. 830) — корейський правитель, десятий володар (тійо) держави Пархе.

## Біографія
Був нащадком у четвертому поколінні молодшого брата тійо Ко, Теяпала. Попри своє походження (належав до бічної лінії королівської родини) він зумів зайняти трон 818 року, відновити монаршу владу та зміцнити армію.
Провадив завойовницьку політику, в результаті якої вдалось завоювати території багатьох північних племен мохе. На південному заході до складу Пархе тійо включив землі так званого Малого Когурьо (Ляодунський півострів). Окрім того Сон розпочав експансію на південь до володінь Сілли.
За 12 років свого правління Сон п'ять разів відряджав посольства до Японії, маючи на меті встановлення дипломатичних відносин, а також розвиток торгових зв'язків між державами. До посланців Пархе ставились приязно, попри те, що Японія бажала зменшення місій через витрати на їх розміщення. Налагодження торгових шляхів через Японське море зробило Пархе найважливішим торговим партнером Японії.
Сон помер 830 року, після чого на трон зійшов його онук Тейджин.